# Chergheș
Chergheș – wieś w Rumunii, w okręgu Hunedoara, w gminie Cârjiți. W 2011 roku liczyła 84 mieszkańców.